# Syndactyla roraimae
El ticotico gorgiblanco (Syndactyla roraimae), también denominado ticotico gargantiblanco o ticotico de garganta blanca (en Venezuela), o trepamusgo de garganta blanca,  es una especie de ave paseriforme de la familia Furnariidae, perteneciente al género Syndactyla. Es nativa del norte de América del Sur.

## Distribución y hábitat

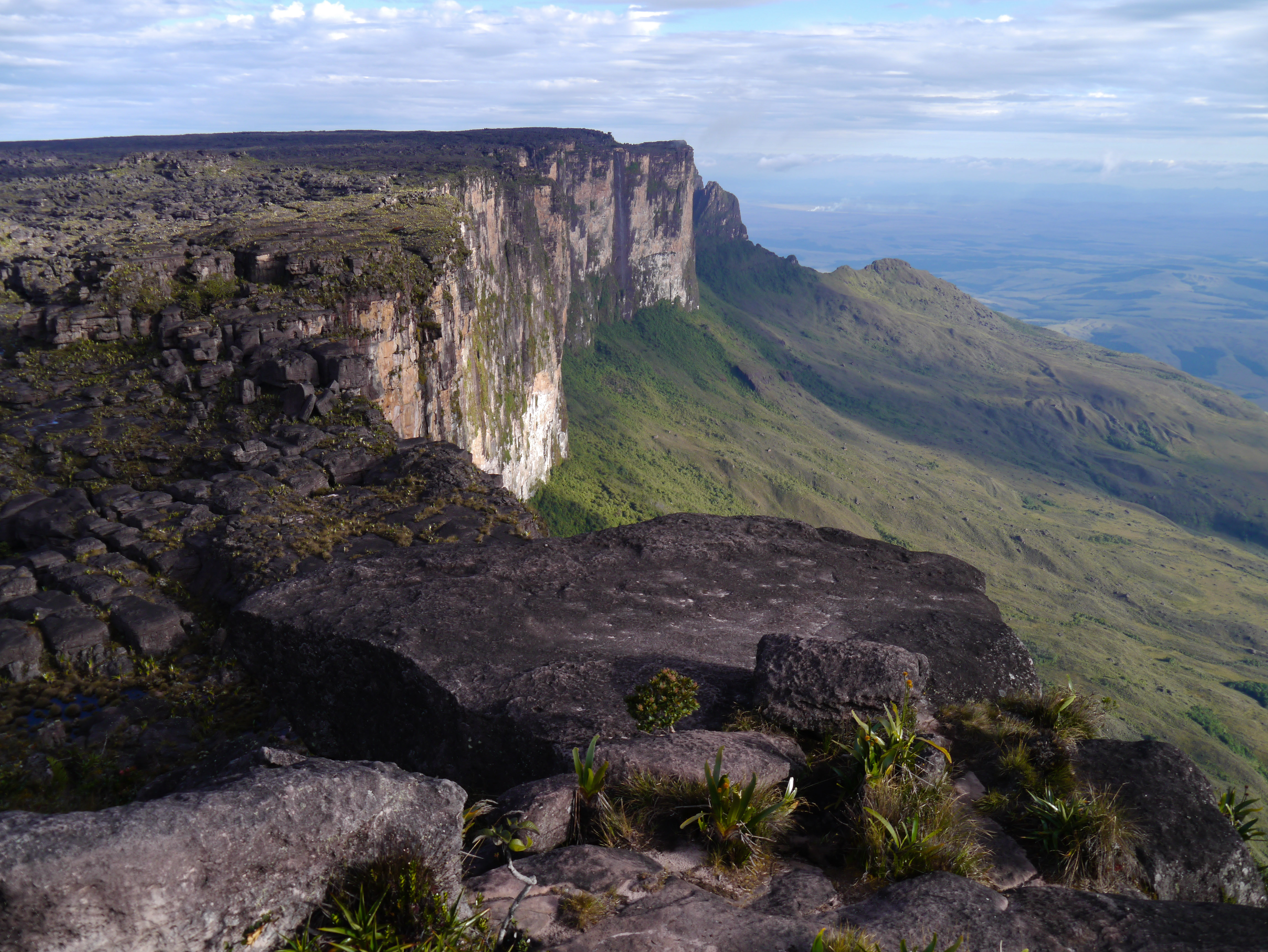
Laderas del Monte Roraima, ejemplo de hábitat de la especie.

Se distribuye de forma disjunta en el centro sur y sureste de Venezuela, oeste de Guyana y extremo norte de Brasil.
Esta especie es considerada bastante común en su hábitat natural, el sotobosque de selvas húmedas de los tepuyes, entre los 1100 y los 2500 m de altitud.

## Sistemática

### Descripción original
La especie S. roraimae fue descrita por primera vez por el ornitólogo austríaco Carl Eduard Hellmayr en 1917 bajo el nombre científico Automolus roraimae; su localidad tipo es: «Monte Roraima, Bolívar Venezuela».

### Etimología
El nombre genérico femenino «Syndactyla» se compone de las palabras del griego « συν sun»: juntos, y «δακτυλος daktulos»: dedos; significando «con los dedos juntos»;  y el nombre de la especie «roraimae», se refiere a la localidad tipo de la especie, el Monte Roraima.

### Taxonomía
Originalmente fue descrito como Philydor albigularis, pero el nombre estaba ya ocupado. Posteriormente y hasta recientemente fue colocado en el género Automolus, cuando fue considerado por algunos autores como pariente próximo del Automolus ochrolaemus.
Los estudios de Zimmer et al. (2008) suministraron múltiples evidencias para demostrar que la entonces especie Automolus roraimae, no pertenecía al género Automolus y sí a Syndactyla. En la Propuesta N° 375 al Comité de Clasificación de Sudamérica (SACC), se aprobó la transferencia de A. roraimae para Syndactyla. Este cambio taxonómico fue confirmado posteriormente por los estudios de Derryberry et al. (2011).
La forma Philydor hylobius, que previamente se creía ser una población aislada de Philydor atricapillus, resultó ser un plumaje juvenil de la presente especie y por lo tanto, un sinónimo. Los registros del oeste de Guyana se presume que se refieran a la subespecie nominal.

### Subespecies
Según las clasificaciones del Congreso Ornitológico Internacional (IOC) y Clements Checklist v.2018, se reconocen cuatro subespecies, con su correspondiente distribución geográfica:
- Syndactyla roraimae paraquensis (Phelps, Sr & Phelps, Jr, 1947) – Cerro Paraque, en el centro sur de Venezuela (noroeste de Amazonas).
- Syndactyla roraimae duidae (Chapman, 1939) – centro sur de Venezuela (cerros Duida, Neblina, Huachamacare y Yaví, y en la Serranía Parú, en Amazonas) y extremo norte de Brasil en Amazonas (Cerro Neblina).
- Syndactyla roraimae urutani (Phelps, Jr & Dickerman, 1980) – Cerros Urutani, Jaua y Sarisariñama, en el sureste de Venezuela (sur de Bolívar).
- Syndactyla roraimae roraimae (Hellmayr, 1917) – sureste de Venezuela (sureste de Bolívar en el Monte Roraima, tepuyes de la región de la Gran Sabana), oeste de Guyana (meseta de Potaro, monte Roraima) y extremo norte de Brasil (Roraima).